# Qinjing
Das Buch namens Qínjīng (chinesisch 禽經 / 禽经, Pinyin Qínjīng – „Klassiker der Vögel“) ist das früheste ornithologische Werk Chinas. Der Überlieferung nach wurde es von Shi Kuang (Shī Kuàng, 师旷) in der Zeit der Frühlings- und Herbstannalen verfasst und von Zhang Hua (张华) (232–300) aus der Zeit der Westlichen Jin-Dynastie kommentiert. 1 Heft (juan).

## Echtheit
Da darin Werke aus der Zeit nach Shi Kuang zitiert werden, sogar bis in die letzten Jahre der Südlichen Song-Dynastie hinein, ist leicht ersichtlich, dass sowohl die Verfasserangabe als auch die Angaben zum Kommentator (d. h. Zhang Hua aus der Zeit der Jin-Dynastie) falsch sind.

## Datierung
Lu Dian (1042–1102) aus der Nördlichen Song-Dynastie hat es in seinem Tierbuch namens Piya zuerst zitiert; wahrscheinlich ist es ein unter einem anderen Namen veröffentlichtes Werk der Tang- oder Song-Zeit.

## Inhalt
Das Buch berichtet über den (chinesischen mythischen) Phönix (fènghuáng) und mehrere Dutzend weitere bekannte Vogelarten, wie zum Beispiel Krähe, Fasan, Geier, Kranich, Kuckuck oder Rebhuhn. Im Mittelpunkt des Interesses steht die Ökologie, außerdem schenkt es der Anpassung des Körperbaus Aufmerksamkeit. Zum Beispiel heißt es darin: „Der Lebenszweck des Pelikans ist das Wasser, der des Spechtes das Holz.“ „Lebewesen fressende Vögel haben einen langen Schnabel, Körnerfresser einen kurzen.“ Nahezu sämtliches Wissen dieses Werkes ist durch Beobachtung erworben, es hat eine gewisse wissenschaftliche Bedeutung.
Es ist eine wichtige Quelle zur Geschichte der chinesischen Ess- und Trinkkultur.

## Shi Kuang: der legendäre Musikmeister Kuang
Der angebliche Verfasser Shi Kuang („Musikmeister Kuang“) war ein berühmter Musiker des chinesischen Altertums, der am Hof von Herzog Ping (Jin Ping gong) im alten Staat Jin der Frühlings- und Herbstperiode tätig war und für sein gutes Gehör bekannt war. Der Legende nach wurde er ohne Augen geboren. Über ihn sind viele Legenden verbreitet; unter anderem ist von ihm im Buch Zhuangzi, und vor allem im reichen Legendenschatz des Zuozhuan des Öfteren die Rede. Es wird berichtet, dass er dem Herzog Ping den Angriff der Armee des Staates Qi auf den Staat Jin berichtete; aus den Vogelrufen wusste er, wann sich Qi zurückzog.

## Weitere ornithologische Aufzeichnungen
Frühe ornithologische Aufzeichnungen sind noch das in der alten Bücherreihe Tang Song congshu enthaltene Werk namens Guihai qinzhi 1 juan „Aufzeichnungen über Vögel aus Guihai (d. h. aus dem fernen Süden) in einem Heft (juan)“ Es stammt von Fan Chengda (1126–1193), dem Politiker und Dichter der Südlichen Song-Dynastie, der auch für seine Reiseberichte bekannt ist.

## Wichtige Drucke (Auswahl)
Das Buch fand in vielen alten Bücherreihen Aufnahme (z. B. im Tang Song congshu oder im prestigeträchtigen Siku quanshu der Qianlong-Ära), woraus auf seine Popularität und seinen hohen Stellenwert geschlossen werden kann.

## Moderne Ausgaben
Unter dem Titel Shi Kuang Qinjing wurde die Ausgabe der Bücherreihe namens Umfassende Sammlung von Congshu im Jahr 1991 im Verlag Zhonghua shuju 中华书局 in Peking nachgedruckt. Sie hat die ISBN 7-101-00894-1.